# الفصائل المسلحة الثورية اللبنانية
الفصائل المسلحة الثورية اللبنانية مجموعة مسلحة ظهرت عام 1979م بعد تجميد عضوية وديع حداد من الجبهة الشعبية لتحرير فلسطين وتوقف العمليات الخارجية التي كان يقودها حداد. كانت الفصائل المسلحة مشروعا مشتركا لقوى ماركسية لينينية فلسطينية ولبنانية تصنف من اليسار الثوري أو ما يعرف بالعصابات المتطرفة.
عند وفاة وديع حداد في آذار 1978م، كانت الفصائل مسؤولة عن سلسلة من الهجمات ضد المصالح الفرنسية والأمريكية والإسرائيلية وضد بعض المسؤولين في لبنان وأوروبا الغربية.
قاد جورج إبراهيم عبد الله هذه الفصائل المسلحة إلى أن اعتقل وحكم، بالسجن مدى الحياة في فرنسا في عام 1987م.

## العقيدة العسكرية
آمنت الفصائل المسلحة الثورية اللبنانية بالعقيدة اليسارية المتطرفة وبحرب العصابات في المدن على غرار الفكر الشيوعي العسكري الذي أسسه كل من أبيمال غوزمان في بيرو وكارلوس ماريجولا في البرازيل. نشط في هذه الفصائل اليساريون المتطرفون من أصل مسيحي في مجملهم وكان الكثير منهم قد انتسب في فترات متقطعة إلى الفصائل الشيوعية والماركسية المنضوية تحت لواء منظمة التحرير الفلسطينية. قاد التنظيم الماركسي المتشدد جورج إبراهيم عبد الله بأسماء حركية عديدة منها صالح المصري وعبد القادر السعدي. وجورج عبد الله هو مدرس سابق، انتسب في بدايته السياسية مع الحزب القومي السوري الاجتماعي. بعد إلقاء القبض عليه من قبل السلطات الفرنسية في عام 1984، حلت محله قيادة جماعية ثلاثية تشكلت من قبل روبرت وموريس واميل أشقاء جورج.
كان مقر قيادة الفصائل المسلحة الثورية في بلدة جورج عبد الله في القبيات في منطقة عكار شمال لبنان. وبتمويل ودعم لوجستي من الجيش والنظام في سوريا، تشكلت الفصائل بشكل تنظيمي ضيع وعلى أساس عمل الخلايا العسكرية المتناثرة كانت تضم في أسوأ أحوالها ما يقارب 30 عضوا في مواقع متخصصة وبخبرة عسكرية في حرب العصابات داخل المدن، نظمت في خلايا متناثرة تتكون من ثلاثة إلى خمسة ماركسيين متشددين. ضمت المجموعات أعضاء سوريين وفلسطينيين ومن بعض الجنسيات الأخرى.

## تحالفات دولية
ارتبطت المنظمة بعلاقات وثيقة مع منظمات مماثلة مثل الألوية الحمراء الإيطالية ومنظمة العمل المباشر الفرنسية وخلايا عسكرية ماوية في المدن مثل الدفاع البروليتاري في فرنسا ومع منظمة الجيش السري الأرمني لتحرير أرمينيا _ASALA.
واتهمت المنظمة بعلاقة مع خلايا حزب الله وبعض المنظمات الإيرانية والأمريكية الشيوعية المتطرفة.

## عمليات المنظمة
نفذت المنظمة العديد من الهجمات العسكرية أدين زعيمها جورج عبد الله بها وهي محاولة اغتيال دبلوماسيين هما الإسرائيلي ياكوف بارسيمنتوف والأميركي تشارلز روبرت راي في 1982 في باريس.
وكانت الفصائل المسلحة الثورية اللبنانية تعتبر بارسيمنتوف مسؤول الموساد في فرنسا. وتبنت الفصائل نفسها هجوما فاشلا في 1981 في باريس استهدف الدبلوماسي الاميركي كريستيان شابمان وتفجير سيارة مفخخة في آب (أغسطس) 1982 في باريس مستهدفة المستشار التجاري للسفارة الأميركية روديريك غرانت.

## توقف مفاجئ
في عام 1988 توقفت المنظمة عن العمل وأفادت مصادر أمنية أن عناصرها تحولوا إلى العمل السلمي ولجان للمطالبة بإطلاق سراح جورج عبد الله، الأمر الذي عطل إطلاق سراحه منذ عام 1999 مقابل تعهد منه بتوقف العمل العسكري والثوري ولكنه رفض، وتخشى الدول الغربية أن يكون تنظيم الفصائل قد توقف مؤقتا عن العمل وسيعود لنشاطه باحتضان منظمات مثل حزب الله وغيرها من المنظمات اللبنانية.